# USM International
Die USM International sind offene internationale Meisterschaften von Indonesien im Badminton. Sie wurden erstmals im April 2014 ausgetragen.

## Sieger
| Saison    | Herreneinzel            | Dameneinzel          | Herrendoppel                               | Damendoppel                                    | Mixed                                                |
| --------- | ----------------------- | -------------------- | ------------------------------------------ | ---------------------------------------------- | ---------------------------------------------------- |
| 2014      | Setyaldi Putra Wibowo   | Febby Angguni        | Afiat Yuris Wirawan Yohanes Rendy Sugiarto | Dian Fitriani Nadya Melati                     | Lukhi Apri Nugroho Masita Mahmudin                   |
| 2015      | Wisnu Yuli Prasetyo     | Fitriani             | Fajar Alfian Muhammad Rian Ardianto        | Gebby Ristiyani Imawan Tiara Rosalia Nuraidah  | Irfan Fadhilah Weni Anggraini                        |
| 2016      | Shesar Hiren Rhustavito | Fitriani             | Chooi Kah Ming Low Juan Shen               | Lim Yin Loo Yap Cheng Wen                      | Yantoni Edy Saputra Marsheilla Gischa Islami         |
| 2017      | Shesar Hiren Rhustavito | Shiori Saito         | Sabar Karyaman Gutama Frengky Wijaya Putra | Febriana Dwipuji Kusuma Tiara Rosalia Nuraidah | Rehan Naufal Kusharjanto Siti Fadia Silva Ramadhanti |
| 2018      | Shesar Hiren Rhustavito | Aurum Oktavia Winata | Rian Swastedian Amri Syahnawi              | Shella Devi Aulia Pia Zebadiah                 | Amri Syahnawi Shella Devi Aulia                      |
| 2019 2024 | nicht ausgetragen       | nicht ausgetragen    | nicht ausgetragen                          | nicht ausgetragen                              | nicht ausgetragen                                    |